# Escarmouche
Pour la goélette, voir Escarmouche (goélette).

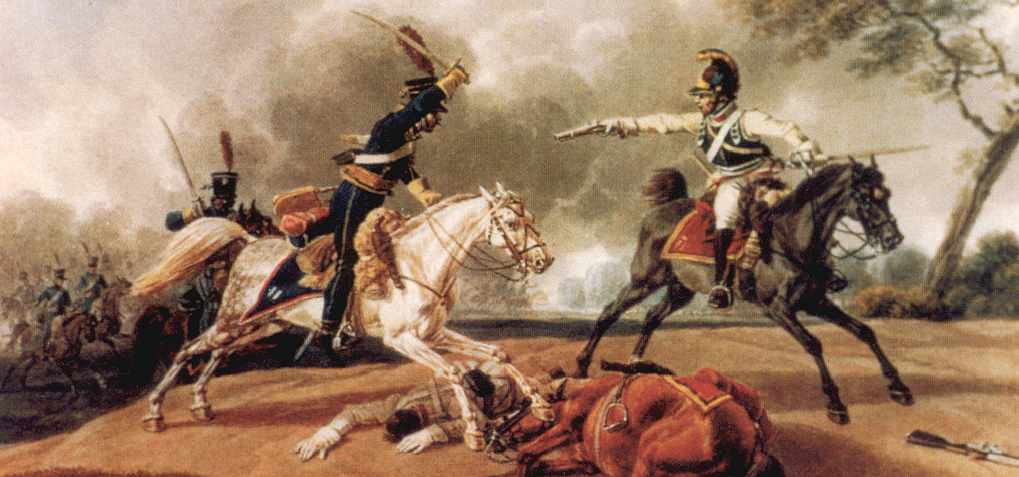
Escarmouche entre hussards français de Napoléon et cuirassiers autrichiens (tableau de Wilhelm von Kobell).

Dans le langage militaire, on nomme escarmouche un combat (en général inopiné) ponctuel survenant entre deux patrouilles ou détachements.
L'escarmouche a rapidement été identifiée comme un moyen efficace de tester les forces de l'ennemi à une échelle réduite. Si la supériorité en armement de l'adversaire s'y révèle flagrante, on aura évité ainsi d'y exposer le gros des troupes, et la portée limitée de l'attaque — ne ressemblant pas à un plan concerté — évite de généraliser un engagement. Si au contraire l'ennemi révèle sa vulnérabilité, on sait que le moment est sans doute propice à une attaque générale, remise à un moment plus favorable dans le cas précédent.
La bataille est une action générale des troupes et précédée de préparation, calculée, donc prévue, tandis que le combat est une action particulière d'une partie des troupes, et souvent imprévue.
La notion d'escarmouche existe aussi :
- en géopolitique et est utilisée pour qualifier un combat entre grandes puissances (en général économiques, mais éventuellement idéologiques ou spirituelles) ;
- en politique, où elle constitue un moyen de sonder les forces en présence avant de passer ou non à une attaque de plus grande ampleur ;
- dans le domaine des jeux vidéo de stratégie, elle représente une partie personnalisée sur une carte dont toutes les options sont paramétrables par le joueur, et dont la partie est jouable contre un ou plusieurs adversaires humains ou contre l'ordinateur.